# Ла-Гарнаш
Ла-Гарнаш (фр. La Garnache) — коммуна на западе Франции, регион Пеи-де-ла-Луар, департамент Вандея, округ Ле-Сабль-д'Олон, кантон Шаллан. Расположена в 44 км к северо-западу от Ла-Рош-сюр-Йона и в 47 км к юго-западу от Нанта, в 51 км от автомагистрали А83. 
Население — 5114 человек (на 2019 год).

## История
За два столетия до нашей эры галльское племя агнутов заняло историческую область Земли Ре, тогда покрытую густыми лесами. На территории коммуны Ла-Гарнаш также обнаружены следы пребывания галло-римлян.
Приблизительно с 1045 года Ла-Гарнаш принадлежал сеньорам де ла Гарнаш, вассалам виконтов де Туар. Здесь был построен мощный замок, ставший предметом баталий во время Религиозных войн. В XVI веке им владела Франсуаза де Роган, отпрыск влиятельного семейства де Роган, называемой по своему владению «дамой де ла Гарнаш». Генрих Женевский, внебрачный сын Франсуазы от Жака Савойского, герцога Немурского, в 1585 году захватил замок от имени Католической лиги. Армия короля Генриха III в 1588 году взяла замок штурмом, во время которого погибло более 300  католиков. В 1622 году, после битвы при Иль-де-Ре, король Людовик XIII приказал снести замок.
Франсуа-Атаназ Шаретт, будущий лидер Католической и королевской армии во время Вандейского мятежа, поселился в замке Фонтеклоз в Ла-Гарнаше после женитьбы в 1790 году. 14 марта 1793 года крестьяне, только что поднявшие восстание против Республики, пришли за ним сюда, чтобы сделать его своим лидером.

## Достопримечательности
- Руины средневекового шато
- Церковь Нотр-Дам, реконструированная в XIX веке
- Готическая часовня Нотр-Дам (бывшая часовня Святого Леонарда) XI века, неоднократно перестраивавшаяся

## Экономика
Структура занятости населения:
- сельское хозяйство — 5,8 %
- промышленность — 28,8 %
- строительство — 15,3 %
- торговля, транспорт и сфера услуг — 27,4 %
- государственные и муниципальные службы — 22,8 %

Уровень безработицы (на 2019 год) — 10,6 % (Франция в целом —  12,9 %, департамент Вандея — 10,5 %). 

Среднегодовой доход на 1 человека, евро (на 2019 год) — 21 170 (Франция в целом — 21 930, департамент Вандея — 21 550).

## Демография
Динамика численности населения, чел.

## Администрация
Пост мэра Ла-Гарнаша с 2014 года занимает Франсуа Пети (François Petit). На муниципальных выборах 2020 года возглавляемый им правый список победил в 1-м туре, получив 51,86 % голосов.
| Период | Период | Фамилия      | Партия        | Примечания                    |
| ------ | ------ | ------------ | ------------- | ----------------------------- |
| 1977   | 1989   | Пьер Руйон   |               |                               |
| 1989   | 2001   | Эжен Ашар    |               |                               |
| 2001   | 2014   | Клод Бобьер  | Разные правые | бизнес-менеджер               |
| 2014   |        | Франсуа Пети | Разные правые | менеджер холдинговой компании |

## Галерея

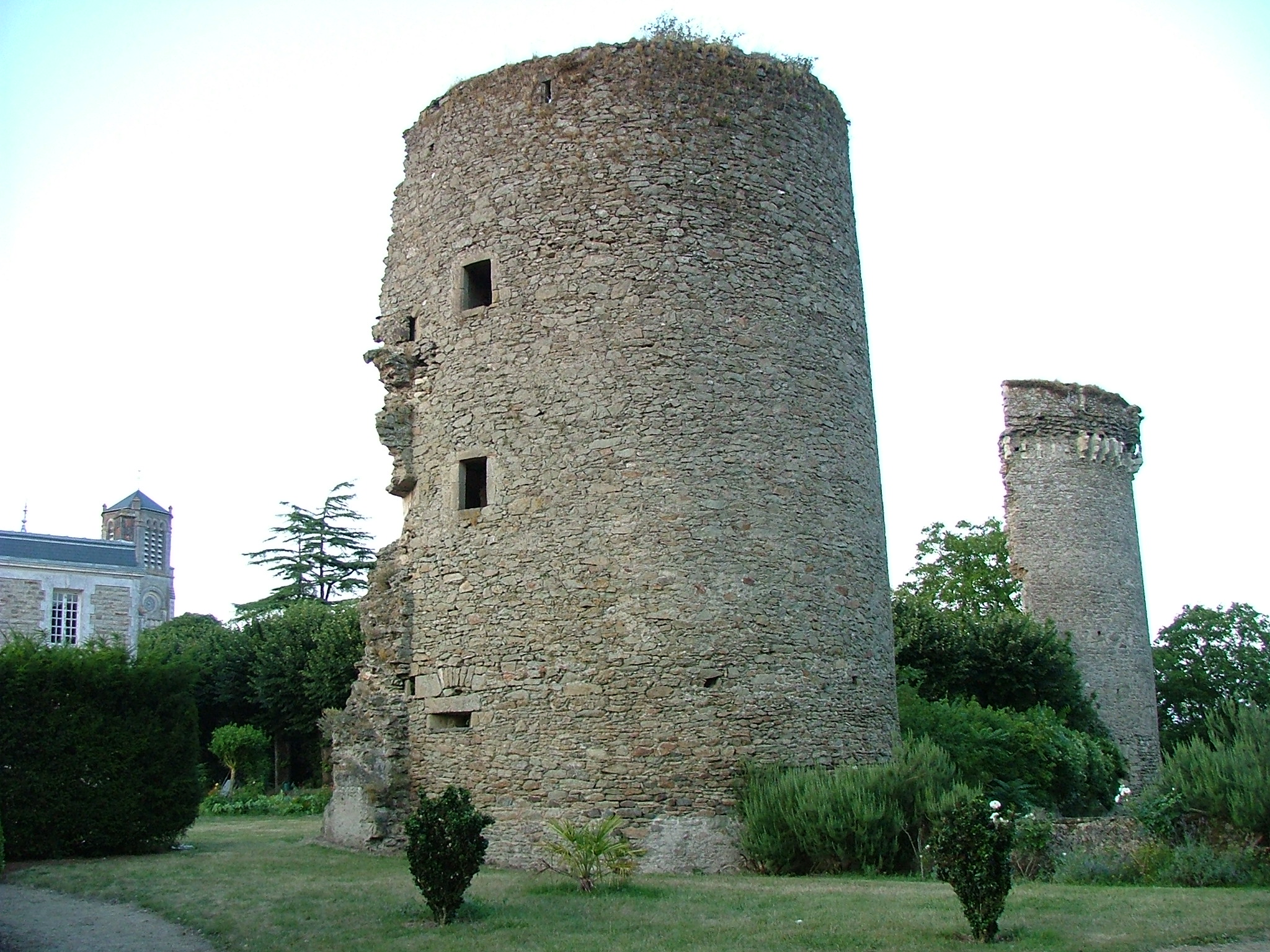
Шато ла Гарнаш
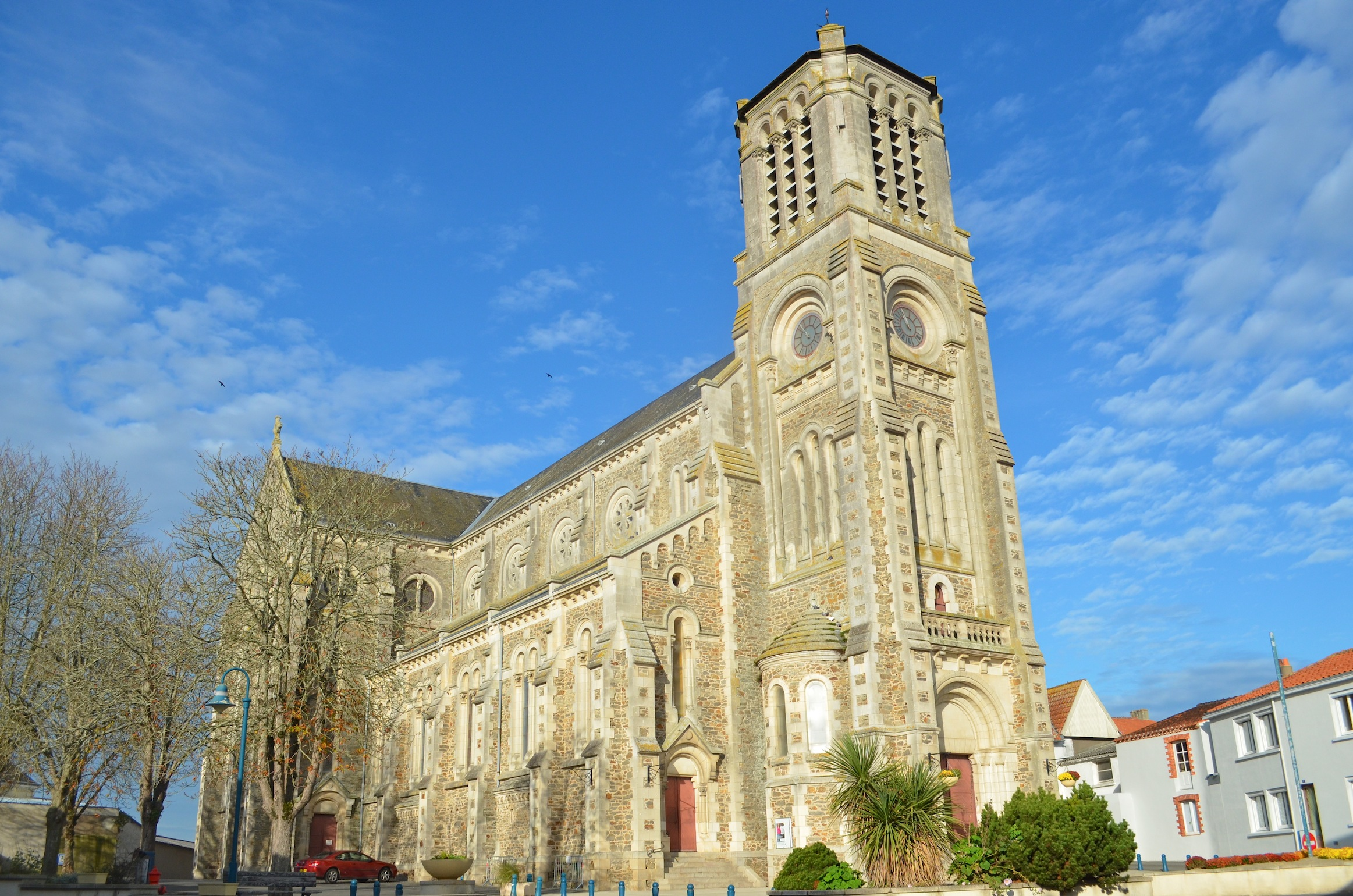
Церковь Нотр-Дам